# Transports en commun d'Andorre
Andorre dispose d'un réseau de transport en commun national qui dessert les paroisses de la principauté.

## Histoire
Le réseau a été restructuré le 2 septembre 2019 avec notamment la création de la ligne circulaire, la suppression de la ligne 3 (Andorre-Soldeu) et le recentrage des terminus des lignes dans la capitale au sein de la gare nationale d'autobus (Estació nacional d'autobusos),.

## Réseau
Mis en place par le Gouvernement d'Andorre via le département des Mobilités, le réseau relie les paroisses entre elles.
Le réseau facilement identifiable avec ses véhicules de couleur orange est constitué de six lignes L1, L2, LC, L4, L5, L6, d'une ligne express (Bus exprés ou é) et d'un réseau nocturne (Bus nocturn) BN1, BN2, BN3.
Le réseau est conjointement exploité par Coopalsa (joint venture entre la Cooperativa Interurubana Andorrana et Transpisa), qui gère la majorité des lignes et Autocars Nadal qui s'occupe des lignes 1 et Bus Exprés ; il transporte annuellement trois millions de voyageurs et compte 750 arrêts.
Chaque ligne possède, à l'exception de la LC des doublages scolaires Bus Llure identifiés par la lettre B devant l'indice de ligne (par exemple BL1), qui partagent une partie de l'itinéraire avec le service régulier ainsi que le tronçon spécifique à ces services et qui n'est accessible qu'aux personnes possédant la carte de transport spécifique.

### Lignes régulières
| Ligne | Caractéristiques | Caractéristiques                                                                                  | Caractéristiques                                                                                  | Caractéristiques                                                                                  | Caractéristiques                                                                                  | Caractéristiques                                                                                  | Caractéristiques                                                                                  | Caractéristiques                                                                                  | Caractéristiques                                                                                  |
| L1    | Sant Julià de Lòria — La Riberola / La Portalada ⥋ Escaldes-Engordany — Caldea                                        | Sant Julià de Lòria — La Riberola / La Portalada ⥋ Escaldes-Engordany — Caldea                    | Sant Julià de Lòria — La Riberola / La Portalada ⥋ Escaldes-Engordany — Caldea                    | Sant Julià de Lòria — La Riberola / La Portalada ⥋ Escaldes-Engordany — Caldea                    | Sant Julià de Lòria — La Riberola / La Portalada ⥋ Escaldes-Engordany — Caldea                    | Sant Julià de Lòria — La Riberola / La Portalada ⥋ Escaldes-Engordany — Caldea                    | Sant Julià de Lòria — La Riberola / La Portalada ⥋ Escaldes-Engordany — Caldea                    | Sant Julià de Lòria — La Riberola / La Portalada ⥋ Escaldes-Engordany — Caldea                    | Sant Julià de Lòria — La Riberola / La Portalada ⥋ Escaldes-Engordany — Caldea                    |
| ----- | --- | ------------------------------------------------------------------------------------------------- | ------------------------------------------------------------------------------------------------- | ------------------------------------------------------------------------------------------------- | ------------------------------------------------------------------------------------------------- | ------------------------------------------------------------------------------------------------- | ------------------------------------------------------------------------------------------------- | ------------------------------------------------------------------------------------------------- | ------------------------------------------------------------------------------------------------- |
| L1    | Ouverture / Fermeture — / —                                                                                           | Longueur —                                                                                        | Durée —                                                                                           | Nb. d’arrêts 43                                                                                   | Matériel Crossway LE                                                                              | Jours de fonctionnement L, Ma, Me, J, V, S, D                                                     | Jour / Soir / Nuit / Fêtes O / O / N / O                                                          | Voy. / an —                                                                                       | Exploitant Nadal                                                                                  |
| L1    | Desserte : - Villes et lieux desservis : - Gare(s) desservie(s) : ***                                                 |                                                                                                   |                                                                                                   |                                                                                                   |                                                                                                   |                                                                                                   |                                                                                                   |                                                                                                   |                                                                                                   |
| L1    | Autre : - Arrêts non accessibles aux UFR : — - Particularités : - Date de dernière mise à jour : 23 août 2020.        |                                                                                                   |                                                                                                   |                                                                                                   |                                                                                                   |                                                                                                   |                                                                                                   |                                                                                                   |                                                                                                   |

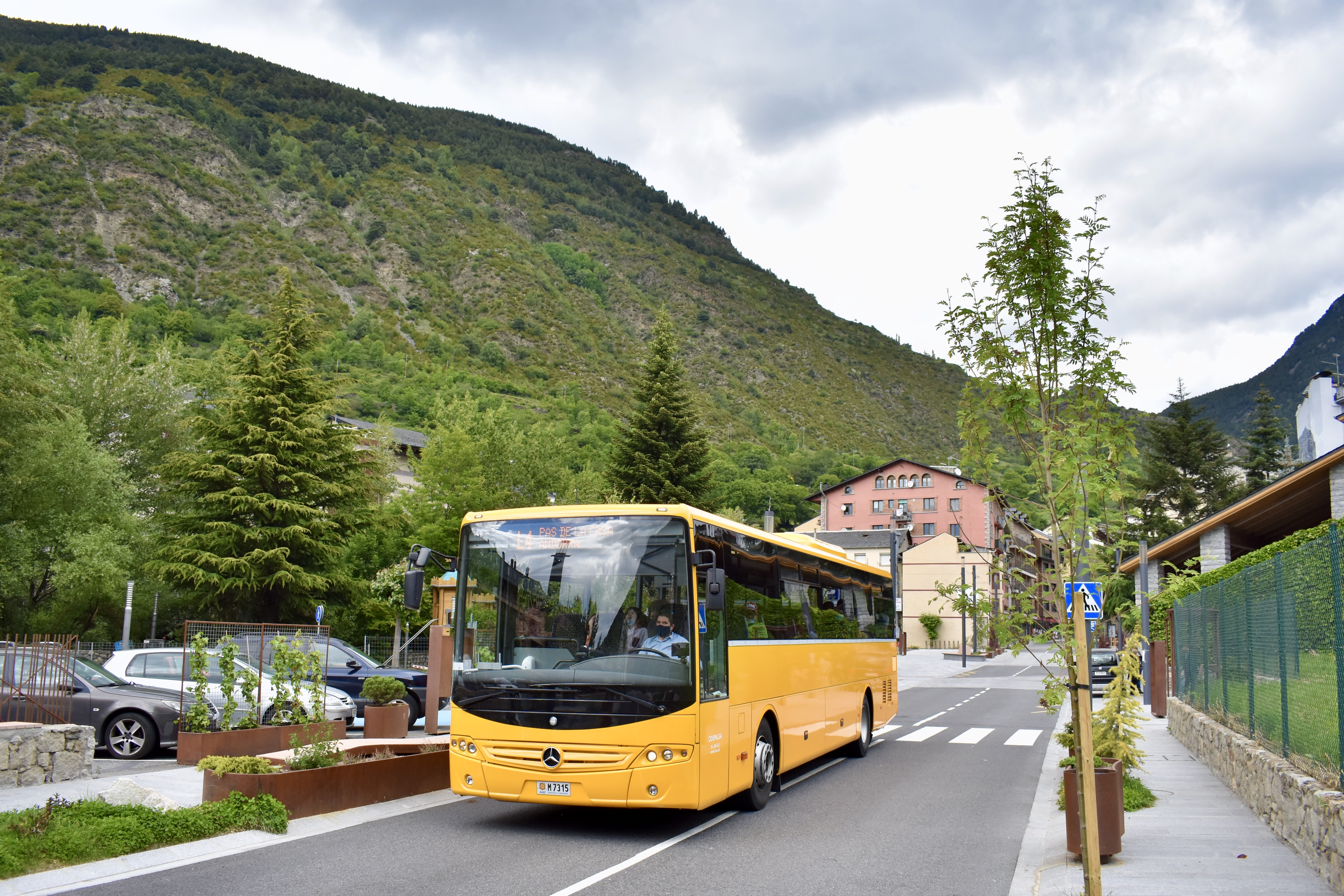
Ligne L4
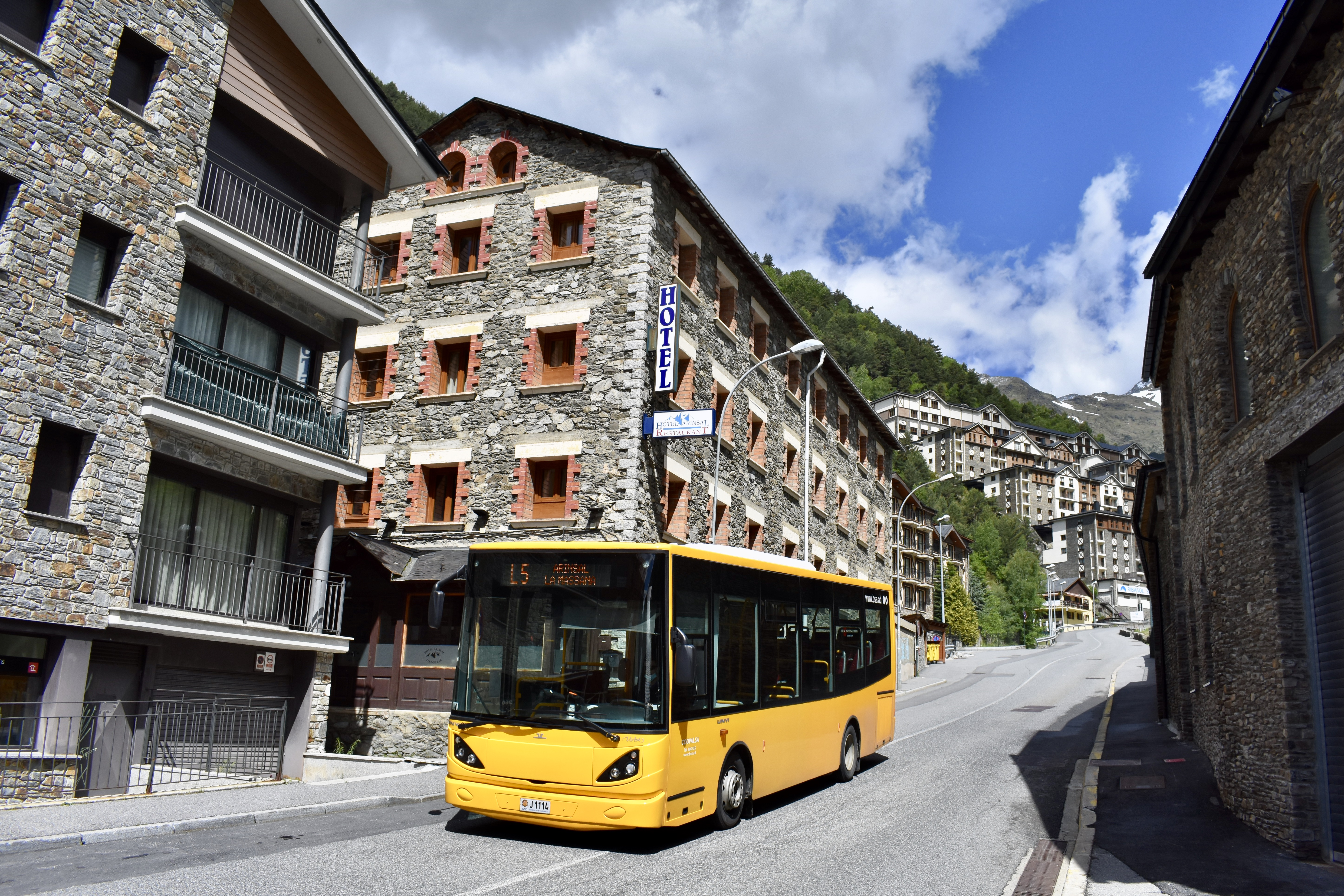
Ligne L5

| L1    | Dernière actualisation : —                                                                                            |                                                                                                   |                                                                                                   |                                                                                                   |                                                                                                   |                                                                                                   |                                                                                                   |                                                                                                   |                                                                                                   |
| L2    | Andorre-la-Vieille — ENA - Estació Nacional d’Autobusos ⥋ Encamp — Cruïlla dels Cortals                               | Andorre-la-Vieille — ENA - Estació Nacional d’Autobusos ⥋ Encamp — Cruïlla dels Cortals           | Andorre-la-Vieille — ENA - Estació Nacional d’Autobusos ⥋ Encamp — Cruïlla dels Cortals           | Andorre-la-Vieille — ENA - Estació Nacional d’Autobusos ⥋ Encamp — Cruïlla dels Cortals           | Andorre-la-Vieille — ENA - Estació Nacional d’Autobusos ⥋ Encamp — Cruïlla dels Cortals           | Andorre-la-Vieille — ENA - Estació Nacional d’Autobusos ⥋ Encamp — Cruïlla dels Cortals           | Andorre-la-Vieille — ENA - Estació Nacional d’Autobusos ⥋ Encamp — Cruïlla dels Cortals           | Andorre-la-Vieille — ENA - Estació Nacional d’Autobusos ⥋ Encamp — Cruïlla dels Cortals           | Andorre-la-Vieille — ENA - Estació Nacional d’Autobusos ⥋ Encamp — Cruïlla dels Cortals           |
| L2    | Ouverture / Fermeture — / —                                                                                           | Longueur —                                                                                        | Durée —                                                                                           | Nb. d’arrêts 23                                                                                   | Matériel Lion's City                                                                              | Jours de fonctionnement L, Ma, Me, J, V, S, D                                                     | Jour / Soir / Nuit / Fêtes O / N / N / N                                                          | Voy. / an —                                                                                       | Exploitant Coopalsa                                                                               |
| L2    | Desserte : - Villes et lieux desservis : - Gare(s) desservie(s) : ENA - Estació Nacional d’Autobusos                  |                                                                                                   |                                                                                                   |                                                                                                   |                                                                                                   |                                                                                                   |                                                                                                   |                                                                                                   |                                                                                                   |
| L2    | Autre : - Arrêts non accessibles aux UFR : — - Particularités : Aucune - Date de dernière mise à jour : 23 août 2020. |                                                                                                   |                                                                                                   |                                                                                                   |                                                                                                   |                                                                                                   |                                                                                                   |                                                                                                   |                                                                                                   |
| L2    | Dernière actualisation : —                                                                                            |                                                                                                   |                                                                                                   |                                                                                                   |                                                                                                   |                                                                                                   |                                                                                                   |                                                                                                   |                                                                                                   |
| LC    | Ligne circulaire (Línia Circular)                                                                                     | Ligne circulaire (Línia Circular)                                                                 | Ligne circulaire (Línia Circular)                                                                 | Ligne circulaire (Línia Circular)                                                                 | Ligne circulaire (Línia Circular)                                                                 | Ligne circulaire (Línia Circular)                                                                 | Ligne circulaire (Línia Circular)                                                                 | Ligne circulaire (Línia Circular)                                                                 | Ligne circulaire (Línia Circular)                                                                 |
| LC    | (Circulaire) Andorre-la-Vieille — Consell d’Europa ⥋ Andorre-la-Vieille — Consell d’Europa                            |                                                                                                   |                                                                                                   |                                                                                                   |                                                                                                   |                                                                                                   |                                                                                                   |                                                                                                   |                                                                                                   |
| LC    | Ouverture / Fermeture 2 septembre 2019 / —                                                                            | Longueur —                                                                                        | Durée —                                                                                           | Nb. d’arrêts 18                                                                                   | Matériel —                                                                                        | Jours de fonctionnement L, Ma, Me, J, V, S, D                                                     | Jour / Soir / Nuit / Fêtes O / N / N / N                                                          | Voy. / an —                                                                                       | Exploitant Coopalsa                                                                               |
| LC    | Desserte : - Villes et lieux desservis : - Gare(s) desservie(s) : ***                                                 |                                                                                                   |                                                                                                   |                                                                                                   |                                                                                                   |                                                                                                   |                                                                                                   |                                                                                                   |                                                                                                   |
| LC    | Autre : - Arrêts non accessibles aux UFR : — - Particularités : Aucune - Date de dernière mise à jour : 23 août 2020. |                                                                                                   |                                                                                                   |                                                                                                   |                                                                                                   |                                                                                                   |                                                                                                   |                                                                                                   |                                                                                                   |
| LC    | Dernière actualisation : —                                                                                            |                                                                                                   |                                                                                                   |                                                                                                   |                                                                                                   |                                                                                                   |                                                                                                   |                                                                                                   |                                                                                                   |
| L4    | Encamp — El Pas de la Casa - L'església ⥋ Andorre-la-Vieille — ENA - Estació Nacional d’Autobusos                     | Encamp — El Pas de la Casa - L'església ⥋ Andorre-la-Vieille — ENA - Estació Nacional d’Autobusos | Encamp — El Pas de la Casa - L'església ⥋ Andorre-la-Vieille — ENA - Estació Nacional d’Autobusos | Encamp — El Pas de la Casa - L'església ⥋ Andorre-la-Vieille — ENA - Estació Nacional d’Autobusos | Encamp — El Pas de la Casa - L'església ⥋ Andorre-la-Vieille — ENA - Estació Nacional d’Autobusos | Encamp — El Pas de la Casa - L'església ⥋ Andorre-la-Vieille — ENA - Estació Nacional d’Autobusos | Encamp — El Pas de la Casa - L'església ⥋ Andorre-la-Vieille — ENA - Estació Nacional d’Autobusos | Encamp — El Pas de la Casa - L'església ⥋ Andorre-la-Vieille — ENA - Estació Nacional d’Autobusos | Encamp — El Pas de la Casa - L'església ⥋ Andorre-la-Vieille — ENA - Estació Nacional d’Autobusos |
| L4    | Ouverture / Fermeture — / —                                                                                           | Longueur —                                                                                        | Durée —                                                                                           | Nb. d’arrêts 44                                                                                   | Matériel Intouro                                                                                  | Jours de fonctionnement L, Ma, Me, J, V, S, D                                                     | Jour / Soir / Nuit / Fêtes O / N / N / N                                                          | Voy. / an —                                                                                       | Exploitant Coopalsa                                                                               |
| L4    | Desserte : - Villes et lieux desservis : - Gare(s) desservie(s) : ENA - Estació Nacional d’Autobusos                  |                                                                                                   |                                                                                                   |                                                                                                   |                                                                                                   |                                                                                                   |                                                                                                   |                                                                                                   |                                                                                                   |
| L4    | Autre : - Arrêts non accessibles aux UFR : — - Particularités : Aucune - Date de dernière mise à jour : 23 août 2020. |                                                                                                   |                                                                                                   |                                                                                                   |                                                                                                   |                                                                                                   |                                                                                                   |                                                                                                   |                                                                                                   |
| L4    | Dernière actualisation : —                                                                                            |                                                                                                   |                                                                                                   |                                                                                                   |                                                                                                   |                                                                                                   |                                                                                                   |                                                                                                   |                                                                                                   |
| L5    | La Massana — Aparcament d'Arinsal ⥋ Andorre-la-Vieille — ENA - Estació Nacional d’Autobusos                           | La Massana — Aparcament d'Arinsal ⥋ Andorre-la-Vieille — ENA - Estació Nacional d’Autobusos       | La Massana — Aparcament d'Arinsal ⥋ Andorre-la-Vieille — ENA - Estació Nacional d’Autobusos       | La Massana — Aparcament d'Arinsal ⥋ Andorre-la-Vieille — ENA - Estació Nacional d’Autobusos       | La Massana — Aparcament d'Arinsal ⥋ Andorre-la-Vieille — ENA - Estació Nacional d’Autobusos       | La Massana — Aparcament d'Arinsal ⥋ Andorre-la-Vieille — ENA - Estació Nacional d’Autobusos       | La Massana — Aparcament d'Arinsal ⥋ Andorre-la-Vieille — ENA - Estació Nacional d’Autobusos       | La Massana — Aparcament d'Arinsal ⥋ Andorre-la-Vieille — ENA - Estació Nacional d’Autobusos       | La Massana — Aparcament d'Arinsal ⥋ Andorre-la-Vieille — ENA - Estació Nacional d’Autobusos       |
| L5    | Ouverture / Fermeture — / —                                                                                           | Longueur —                                                                                        | Durée —                                                                                           | Nb. d’arrêts 30                                                                                   | Matériel Urbis (ru)                                                                               | Jours de fonctionnement L, Ma, Me, J, V, S, D                                                     | Jour / Soir / Nuit / Fêtes O / O / N / O                                                          | Voy. / an —                                                                                       | Exploitant Coopalsa                                                                               |
| L5    | Desserte : - Villes et lieux desservis : - Gare(s) desservie(s) : ENA - Estació Nacional d’Autobusos                  |                                                                                                   |                                                                                                   |                                                                                                   |                                                                                                   |                                                                                                   |                                                                                                   |                                                                                                   |                                                                                                   |
| L5    | Autre : - Arrêts non accessibles aux UFR : — - Particularités : Aucune - Date de dernière mise à jour : 23 août 2020. |                                                                                                   |                                                                                                   |                                                                                                   |                                                                                                   |                                                                                                   |                                                                                                   |                                                                                                   |                                                                                                   |
| L5    | Dernière actualisation : —                                                                                            |                                                                                                   |                                                                                                   |                                                                                                   |                                                                                                   |                                                                                                   |                                                                                                   |                                                                                                   |                                                                                                   |
| L6    | Ordino — Portal del Riu ⥋ Andorre-la-Vieille — ENA - Estació Nacional d’Autobusos                                     | Ordino — Portal del Riu ⥋ Andorre-la-Vieille — ENA - Estació Nacional d’Autobusos                 | Ordino — Portal del Riu ⥋ Andorre-la-Vieille — ENA - Estació Nacional d’Autobusos                 | Ordino — Portal del Riu ⥋ Andorre-la-Vieille — ENA - Estació Nacional d’Autobusos                 | Ordino — Portal del Riu ⥋ Andorre-la-Vieille — ENA - Estació Nacional d’Autobusos                 | Ordino — Portal del Riu ⥋ Andorre-la-Vieille — ENA - Estació Nacional d’Autobusos                 | Ordino — Portal del Riu ⥋ Andorre-la-Vieille — ENA - Estació Nacional d’Autobusos                 | Ordino — Portal del Riu ⥋ Andorre-la-Vieille — ENA - Estació Nacional d’Autobusos                 | Ordino — Portal del Riu ⥋ Andorre-la-Vieille — ENA - Estació Nacional d’Autobusos                 |
| L6    | Ouverture / Fermeture — / —                                                                                           | Longueur —                                                                                        | Durée —                                                                                           | Nb. d’arrêts 27                                                                                   | Matériel Lion's City                                                                              | Jours de fonctionnement L, Ma, Me, J, V, S, D                                                     | Jour / Soir / Nuit / Fêtes O / O / N / O                                                          | Voy. / an —                                                                                       | Exploitant Coopalsa                                                                               |
| L6    | Desserte : - Villes et lieux desservis : - Gare(s) desservie(s) : ENA - Estació Nacional d’Autobusos                  |                                                                                                   |                                                                                                   |                                                                                                   |                                                                                                   |                                                                                                   |                                                                                                   |                                                                                                   |                                                                                                   |
| L6    | Autre : - Arrêts non accessibles aux UFR : — - Particularités : Aucune - Date de dernière mise à jour : 23 août 2020. |                                                                                                   |                                                                                                   |                                                                                                   |                                                                                                   |                                                                                                   |                                                                                                   |                                                                                                   |                                                                                                   |
| L6    | Dernière actualisation : —                                                                                            |                                                                                                   |                                                                                                   |                                                                                                   |                                                                                                   |                                                                                                   |                                                                                                   |                                                                                                   |                                                                                                   |

- Ligne L4
- Ligne L5

### Ligne express
Ligne express reliant Escaldes-Engordany à Sant Julià de Lòria toutes les 10 à 15 minutes de 06h30 à 21h30.
| Ligne | Caractéristiques | Caractéristiques                                                     | Caractéristiques                                                     | Caractéristiques                                                     | Caractéristiques                                                     | Caractéristiques                                                     | Caractéristiques                                                     | Caractéristiques                                                     | Caractéristiques                                                     |
| é     | Bus express (Bus exprés)                                                                                              | Bus express (Bus exprés)                                             | Bus express (Bus exprés)                                             | Bus express (Bus exprés)                                             | Bus express (Bus exprés)                                             | Bus express (Bus exprés)                                             | Bus express (Bus exprés)                                             | Bus express (Bus exprés)                                             | Bus express (Bus exprés)                                             |
| é     | Sant Julià de Lòria — Pont de Molines ⥋ Escaldes-Engordany — La Unió                                                  | Sant Julià de Lòria — Pont de Molines ⥋ Escaldes-Engordany — La Unió | Sant Julià de Lòria — Pont de Molines ⥋ Escaldes-Engordany — La Unió | Sant Julià de Lòria — Pont de Molines ⥋ Escaldes-Engordany — La Unió | Sant Julià de Lòria — Pont de Molines ⥋ Escaldes-Engordany — La Unió | Sant Julià de Lòria — Pont de Molines ⥋ Escaldes-Engordany — La Unió | Sant Julià de Lòria — Pont de Molines ⥋ Escaldes-Engordany — La Unió | Sant Julià de Lòria — Pont de Molines ⥋ Escaldes-Engordany — La Unió | Sant Julià de Lòria — Pont de Molines ⥋ Escaldes-Engordany — La Unió |
| ----- | --- | -------------------------------------------------------------------- | -------------------------------------------------------------------- | -------------------------------------------------------------------- | -------------------------------------------------------------------- | -------------------------------------------------------------------- | -------------------------------------------------------------------- | -------------------------------------------------------------------- | -------------------------------------------------------------------- |
| é     | Ouverture / Fermeture — / —                                                                                           | Longueur —                                                           | Durée —                                                              | Nb. d’arrêts 25                                                      | Matériel Crossway LE                                                 | Jours de fonctionnement L, Ma, Me, J, V, S, D                        | Jour / Soir / Nuit / Fêtes O / O / N / O                             | Voy. / an —                                                          | Exploitant Nadal                                                     |
| é     | Desserte : - Villes et lieux desservis : - Gare(s) desservie(s) : ENA - Estació Nacional d’Autobusos                  |                                                                      |                                                                      |                                                                      |                                                                      |                                                                      |                                                                      |                                                                      |                                                                      |
| é     | Autre : - Arrêts non accessibles aux UFR : — - Particularités : Aucune - Date de dernière mise à jour : 23 août 2020. |                                                                      |                                                                      |                                                                      |                                                                      |                                                                      |                                                                      |                                                                      |                                                                      |
| é     | Dernière actualisation : —                                                                                            |                                                                      |                                                                      |                                                                      |                                                                      |                                                                      |                                                                      |                                                                      |                                                                      |

### Lignes nocturnes
Les lignes nocturnes circulent les vendredis, samedis, veilles de jours fériés, grandes fêtes des capitales paroissiales et jours désignés de 22h30 à 05h00.
| Ligne | Caractéristiques | Caractéristiques                                                 | Caractéristiques                                                 | Caractéristiques                                                 | Caractéristiques                                                 | Caractéristiques                                                 | Caractéristiques                                                 | Caractéristiques                                                 | Caractéristiques                                                 |
| BN1   | Escaldes-Engordany — Lea Costes ⥋ Sant Julià de Lòria — Prat Nou                                                      | Escaldes-Engordany — Lea Costes ⥋ Sant Julià de Lòria — Prat Nou | Escaldes-Engordany — Lea Costes ⥋ Sant Julià de Lòria — Prat Nou | Escaldes-Engordany — Lea Costes ⥋ Sant Julià de Lòria — Prat Nou | Escaldes-Engordany — Lea Costes ⥋ Sant Julià de Lòria — Prat Nou | Escaldes-Engordany — Lea Costes ⥋ Sant Julià de Lòria — Prat Nou | Escaldes-Engordany — Lea Costes ⥋ Sant Julià de Lòria — Prat Nou | Escaldes-Engordany — Lea Costes ⥋ Sant Julià de Lòria — Prat Nou | Escaldes-Engordany — Lea Costes ⥋ Sant Julià de Lòria — Prat Nou |
| ----- | --- | ---------------------------------------------------------------- | ---------------------------------------------------------------- | ---------------------------------------------------------------- | ---------------------------------------------------------------- | ---------------------------------------------------------------- | ---------------------------------------------------------------- | ---------------------------------------------------------------- | ---------------------------------------------------------------- |
| BN1   | Ouverture / Fermeture — / —                                                                                           | Longueur —                                                       | Durée —                                                          | Nb. d’arrêts 36                                                  | Matériel —                                                       | Jours de fonctionnement V, S                                     | Jour / Soir / Nuit / Fêtes N / N / O / O                         | Voy. / an —                                                      | Exploitant Coopalsa                                              |
| BN1   | Desserte : - Villes et lieux desservis : - Gare(s) desservie(s) : ENA - Estació Nacional d’Autobusos                  |                                                                  |                                                                  |                                                                  |                                                                  |                                                                  |                                                                  |                                                                  |                                                                  |
| BN1   | Autre : - Arrêts non accessibles aux UFR : — - Particularités : Aucune - Date de dernière mise à jour : 23 août 2020. |                                                                  |                                                                  |                                                                  |                                                                  |                                                                  |                                                                  |                                                                  |                                                                  |
| BN1   | Dernière actualisation : —                                                                                            |                                                                  |                                                                  |                                                                  |                                                                  |                                                                  |                                                                  |                                                                  |                                                                  |
| BN2   | Canillo — Plaça de l'Areny ⥋ Escaldes-Engordany — Lea Costes                                                          | Canillo — Plaça de l'Areny ⥋ Escaldes-Engordany — Lea Costes     | Canillo — Plaça de l'Areny ⥋ Escaldes-Engordany — Lea Costes     | Canillo — Plaça de l'Areny ⥋ Escaldes-Engordany — Lea Costes     | Canillo — Plaça de l'Areny ⥋ Escaldes-Engordany — Lea Costes     | Canillo — Plaça de l'Areny ⥋ Escaldes-Engordany — Lea Costes     | Canillo — Plaça de l'Areny ⥋ Escaldes-Engordany — Lea Costes     | Canillo — Plaça de l'Areny ⥋ Escaldes-Engordany — Lea Costes     | Canillo — Plaça de l'Areny ⥋ Escaldes-Engordany — Lea Costes     |
| BN2   | Ouverture / Fermeture — / —                                                                                           | Longueur —                                                       | Durée —                                                          | Nb. d’arrêts 48                                                  | Matériel —                                                       | Jours de fonctionnement V, S                                     | Jour / Soir / Nuit / Fêtes N / N / O / O                         | Voy. / an —                                                      | Exploitant Coopalsa                                              |
| BN2   | Desserte : - Villes et lieux desservis : - Gare(s) desservie(s) : ENA - Estació Nacional d’Autobusos                  |                                                                  |                                                                  |                                                                  |                                                                  |                                                                  |                                                                  |                                                                  |                                                                  |
| BN2   | Autre : - Arrêts non accessibles aux UFR : — - Particularités : Aucune - Date de dernière mise à jour : 23 août 2020. |                                                                  |                                                                  |                                                                  |                                                                  |                                                                  |                                                                  |                                                                  |                                                                  |
| BN2   | Dernière actualisation : —                                                                                            |                                                                  |                                                                  |                                                                  |                                                                  |                                                                  |                                                                  |                                                                  |                                                                  |
| BN3   | Ordino — La Closa ⥋ Escaldes-Engordany — Lea Costes                                                                   | Ordino — La Closa ⥋ Escaldes-Engordany — Lea Costes              | Ordino — La Closa ⥋ Escaldes-Engordany — Lea Costes              | Ordino — La Closa ⥋ Escaldes-Engordany — Lea Costes              | Ordino — La Closa ⥋ Escaldes-Engordany — Lea Costes              | Ordino — La Closa ⥋ Escaldes-Engordany — Lea Costes              | Ordino — La Closa ⥋ Escaldes-Engordany — Lea Costes              | Ordino — La Closa ⥋ Escaldes-Engordany — Lea Costes              | Ordino — La Closa ⥋ Escaldes-Engordany — Lea Costes              |
| BN3   | Ouverture / Fermeture — / —                                                                                           | Longueur —                                                       | Durée —                                                          | Nb. d’arrêts 69                                                  | Matériel —                                                       | Jours de fonctionnement V, S                                     | Jour / Soir / Nuit / Fêtes N / N / O / O                         | Voy. / an —                                                      | Exploitant Coopalsa                                              |
| BN3   | Desserte : - Villes et lieux desservis : - Gare(s) desservie(s) : ENA - Estació Nacional d’Autobusos                  |                                                                  |                                                                  |                                                                  |                                                                  |                                                                  |                                                                  |                                                                  |                                                                  |
| BN3   | Autre : - Arrêts non accessibles aux UFR : — - Particularités : Aucune - Date de dernière mise à jour : 23 août 2020. |                                                                  |                                                                  |                                                                  |                                                                  |                                                                  |                                                                  |                                                                  |                                                                  |
| BN3   | Dernière actualisation : —                                                                                            |                                                                  |                                                                  |                                                                  |                                                                  |                                                                  |                                                                  |                                                                  |                                                                  |

## État du parc
État de parc au 16 août 2020.

### Coopalsa
| Modèles               | Numéros | Années | Affectations | Propriétaire |
| --------------------- | ------- | ------ | ------------ | ------------ |
| Midibus (**)          |         |        |              |              |
| Man 12.220 Unvi Urbis |         |        | L5           | Coopalsa     |
| MAN Lion's City       |         |        | L2 L6        | Coopalsa     |
| Autocars (**)         |         |        |              |              |
| Mercedes-Benz Intouro |         |        | L4           | Coopalsa     |
| MAN Lion's Regio      |         | 2019   | L4           | Coopalsa     |

### Nadal
| Modèles               | Numéros | Années | Affectations | Propriétaire |
| --------------------- | ------- | ------ | ------------ | ------------ |
| Autocars (**)         |         |        |              |              |
| Iveco Bus Crossway LE |         | 2019   | L1 é         | Nadal        |